# Sergio Camillo Segre
Sergio Camillo Segre (ur. 15 września 1926 w Turynie, zm. 6 kwietnia 2022) – włoski polityk i dziennikarz, deputowany krajowy, poseł do Parlamentu Europejskiego I i II kadencji.

## Życiorys
Uzyskał wykształcenie średnie. Pochodził z rodziny żydowskiej, z tego powodu poddawany represjom w okresie rządów Benita Mussoliniego. Od 1943 działał w partyzantce, był komisarzem i inspektorem w oddziałach z regionu Piemontu. Zajął się działalnością dziennikarską, od lat 40. był pracownikiem dziennika „l’Unità di Torino” i od 1952 do 1956 korespondentem z Niemiec. Zajmował stanowisko redaktora naczelnego „Rinascita” oraz jednego z dyrektorów pism „l’Unità di Roma” i mediolańskiego „Stasera”, publikował też m.in. w „Foreign Affairs” i „Die Zeit”. Opublikował również kilka pozycji książkowych. W 1966 otrzymał nagrodę Premio Saint-Vincent za najlepszy reportaż śledczy roku. Zasiadał w zarządzie centrum studiów międzynarodowych CESPI.
Związał się z Włoską Partią Komunistyczną. W ramach był kolejno szefem gabinetu sekretarza generalnego, sekretarzem ds. zagranicznych, a później europejskich, a także ministrem spraw europejskich w gabinecie cieni komunistów. W latach 1972–1979 członek Izby Deputowanych. W 1979 i 1984 wybierano go posłem do Parlamentu Europejskiego. Przystąpił do Grupy Sojuszu Komunistycznego, był m.in. przewodniczącym Komisji ds. Instytucjonalnych.

## Odznaczenia
Komandor Orderu Zasługi Republiki Włoskiej (2001).